# 4304 Geichenko
4304 Geichenko (1973 SW4) là một tiểu hành tinh vành đai chính được phát hiện ngày 27 tháng 9 năm 1973 bởi L. I. Chernykh ở Nauchnyj.